# Анастас Микоян
Анастас Иванович Микоян (на арменски:Անաստաս Հովհաննեսի Միկոյան, на руски: Анастас Иванович Микоян) е съветски държавник и политически деец. Негов брат е известния съветски авиоконструктор Артьом Микоян.
Заема най-висшия съветски държавен пост председател на Президиума на Върховния съвет на СССР, бива член на Политбюро на ЦК на КПСС. Той е един от малкото съветски държавници с подобно политическо дълголетие. По този повод за неговата кариера се казва: „От Илич (Ленин) до Илич (Брежнев), без инфаркт и паралич“: той започва политическата си кариера заедно с Владимир Ленин и слиза от голямата политическа сцена по времето на Леонид Брежнев.
Микоян има голяма роля в развитието на съветската хранително-вкусова промишленост. Известните рибни дни в Съветския съюз са въведени по настояване на Микоян. Така на 12 септември 1932 г. с постановление на Наркомснаб на СССР „За въвеждане на рибен ден в предприятията от общественото хранене“ е въведен рибен ден (по-късно през 1976 г. рибният ден е определен в четвъртък).
Анастас Микоян може да се смята за основателя на съветската реклама. Ето какво казва писателят Валентин Бережков в своите мемоари „Как станах преводач на Сталин“:
| „ | Уже стемнело, площадь освещали яркие фонари, горела пестрая реклама на крыше Политехнического музея: „Всем попробовать пора бы, как вкусны и нежны крабы“, „А я ем повидло и джем“, „Нужен вам гостинец в дом? Покупай донской залом“. Это все идея Микояна, курировавшего также и внутреннюю торговлю. Он приглашал знаменитых поэтов придумывать броскую рекламу, наподобие Маяковского: „Нигде кроме, как в Моссельпроме“. Не подумайте, что то была показуха. Не только в Москве, но и в других крупных городах в витринах высились пирамиды крабных консервов, за прилавками стояли деревянные бочки с черной и красной икрой, на толстых деревянных досках – целые рыбины залома, лососины, семги. Разнообразные сыры, окорока, колбасы. Богатейшие винные отделы. Помимо обычных наборов – новинки: джин с улыбающимся голландским моряком на этикетке и советское виски. И никаких очередей! | “ |